# Хенри Хантли Хејт
Хенри Хантли Хејт (енгл. Henry Huntly Haight; Рочестер, Њујорк, 20. мај 1825 — Сан Франциско, Калифорнија, 2. септембар 1878) је био десети гувернер Калифорније од 5. децембра 1867. до 8. децембра 1871.
Хејт није био ни на једној јавној функцији пре него што је као кандидат Демократске партије изабран за гувернера Калифорније. Мандат му је почео 1867. Био је први гувернер чија је канцеларија била у Сакраменту. 23. марта 1868. је потписао повељу којом је основан Универзитет у Калифорнији.